# Luke Dimech
Luke Dimech (* 11. Januar 1977 in Valletta) ist ein ehemaliger maltesischer Fußballspieler. Er spielte für die maltesische Nationalmannschaft.

## Vereinskarriere
Seine Karriere begann in der Saison 1995/96 bei den Sliema Wanderers. In dieser Spielzeit wurde gleich maltesischer Meister mit dem Club. Während seiner Zeit in Sliema konnte er sich auch in der Nationalmannschaft etablieren. Im Jahr 2002 ging er dann nach Dublin zu den Shamrock Rovers, mit denen er ins Finale des irischen Pokals einziehen konnte. Nur ein Jahr später ging er zurück nach Malta zum FC Birkirkara. Im Sommer 2003 wechselte er jedoch wieder ins Ausland, diesmal zu Mansfield Town nach England. Am Ende der Saison 2004/05 verließ er Mansfield Town und wechselte innerhalb Englands zu Chester City. Im Sommer 2006 zog es ihn zurück in sein Heimatland, wo er mit seinem neuen Club FC Marsaxlokk seinen zweiten maltesischen Meistertitel gewinnen konnte. Nach nur einer Saison ging er zu Beginn der Saison 2007/08 wieder zurück nach England, diesmal zu Macclesfield Town. Seit der Saison 2008/09 stand er wieder in seiner Heimat beim Meister von 2008, dem FC Valletta, unter Vertrag. Er erreichte in den folgenden zwei Jahren zweimal die Vizemeisterschaft und den Pokalsieg 2010.
Im Sommer 2010 wechselte Dimech zu AEK Larnaka in die zyprische First Division. Dort war er Stammspieler in der Abwehr. Die Saison 2010/11 beendete er mit seinem Team auf dem vierten Platz und erreichte die Qualifikation zur Europa League. Er zog mit seiner Mannschaft in die Gruppenphase ein. In der darauffolgenden Spielzeit konnte er diesen Erfolg nicht wiederholen. Nach zwei Spielzeiten kehrte er im Sommer 2012 nach Malta zurück, wo er beim FC Mosta anheuerte. Bereits nach einem halben Jahr wechselte er zum FC Valletta. Dort konnte er die Meisterschaft 2013/14 gewinnen. Im Jahr 2015 schloss er sich den Sliema Wanderers an, wo einst seine Karriere begonnen hatte. Im Jahr 2016 beendete er seine Laufbahn.

## Nationalmannschaftskarriere
Am 28. April 1999 gab er in einem Heimspiel gegen Island (1:2) sein Debüt für die maltesische Nationalmannschaft. Seitdem absolvierte er 78 Länderspiele, in denen er ein Tor erzielen konnte.

## Erfolge
- Maltesischer Meister
  - 1995/96 (mit Sliema Wanderers)
  - 2006/07 (mit FC Marsaxlokk)
  - 2013/14 (mit FC Valletta)
- Maltesischer Pokalsieger
  - 1999/2000 und 2015/16 (mit Sliema Wanderers)
  - 2002/03 (mit FC Birkirkara)
  - 2009/10 und 2013/14 (mit FC Valletta)
- FAI-Cup-Finalist
  - 2001/02 (mit Shamrock Rovers)
- UEFA Europa League
  - 2011/12 (Gruppenphase mit AEK Larnaka)